# Abu Mutàhhar al-Azdí
Abu-l-Mutàhhar Muhàmmad ibn Àhmad al-Azdí o, més senzillament, Abu-l-Mutàhhar al-Azdí —en àrab ﻣﺤﻤﺪ ﺑﻦ ﺍﺣﻤﺪ ﺍﺑﻮ ﺍﻟﻤﻄﻬﺮ ﺍلاﺯﺩﻱ, Muḥammad ibn Aḥmad Abū l-Muṭahhar al-Azdī— (? - 1011) fou un escriptor iraquià en llengua àrab. En 1010 va escriure Ḥikāyat Abī l-Qāsim al-Baḡdādī (Història d'Abu-l-Qàssim al-Baghdadí), en què es descriu un dia en la vida d'un personatge de Bagdad, la rica i populosa capital dels abbàssides.
La narració (pertanyent al gènere dit d'adab (és a dir de "recreació", entesa no solament per divertir sinó també per advertir) se centra sobre la participació del protagonista a un banquet, en que -tot i la seva eloqüència- els efectes del vi el traeixen i converteixen les seves paraules en vulgars i pròpies d'una persona inculta, acabant que els seus companys el fan beure encara més i de manera exagerada arruïnant cada cop més la seva imatge. Quan acabarà el vi s'adormirà fins a la crida a l'oració de la matinada (salat al-fajr) llançada pel muetzí, permetent llavors al protagonista de penedir-se i maleir la seva impietat.
L'obra permet a l'autor fer un retrat de la societat de l'època, rica de contradiccions i d'hipocresia religiosa però també fer esment de les seves competències filològiques, comercials i de literatura eròtica camp en qui es destacara tres segle després el també persa Ubayd Zaqaní.
L'obra és particularment important en quant constitueix una peça essencial en l'elaboració del concepte de «conte» a la literatura àrab, després de la pionera (però prou diferent) experiència d'al-Jàhidh.

## Nota
1. ↑  Giovanni Maria D'Erme, Dissertazione letifica - Racconti e satire della Shirâz del Trecento, Roma, Carocci, 2005.